# Pachylister rocca
Pachylister rocca är en skalbaggsart som först beskrevs av Sylvain Auguste de Marseul 1861.  Pachylister rocca ingår i släktet Pachylister och familjen stumpbaggar. Inga underarter finns listade i Catalogue of Life.